# Улица Ваверес (Рига)
Улица Ва́верес (латыш. Vāveres iela) — улица в Видземском предместье города Риги, в историческом районе Тейка. Начинается от улицы Джутас, пролегает в северо-восточном направлении и заканчивается перекрёстком с улицами Цаунес и Маза Цаунес.
Общая длина улицы составляет 174 метра. На всём протяжении имеет асфальтовое покрытие, разрешено движение в обоих направлениях. Общественный транспорт по улице не курсирует.

## История
Улица Ваверес была проложена на территории бывшей усадьбы Монрепо и впервые упоминается в 1902 году как Юрьевский переулок (латыш. Jurjevas iela, нем. Jurjewsche Strasse). Современное название было присвоено в 1923 году и более не изменялось.
Преобладает малоэтажная застройка.

## Прилегающие улицы
Улица Ваверес пересекается со следующими улицами:
- Улица Джутас
- Улица Ауструму
- Улица Цаунес
- Улица Маза Цаунес